# My Bonnie (EP)
My Bonnie es un EP por The Beatles y lanzado el 12 de julio de 1963, distribuido por Polydor y catalogado 21610. Este EP es el único que tiene grabaciones de The Beatles registradas en Alemania, Hamburgo, en años posteriores a sus comienzos.
My Bonnie no fue compilado en The Beatles EP Collection, tampoco en The Beatles Compact Disc EP Collection.

## Lista de canciones
| Cara 1 |                                      |                |          |  |
| N.º    | Título                               | Vocalista      | Duración |  |
| 1.     | «My Bonnie» (Trad./Sheridan)         | Tony Sheridan  | 2:40     |  |
| 2.     | «Cry for a Shadow» (Harrison-Lennon) | (Instrumental) | 2:22     |  |

| Cara 2 |                                                                |               |          |  |
| N.º    | Título                                                         | Vocalista     | Duración |  |
| 1.     | «The Saints (When the Saints Go Marching In)» (Trad./Sheridan) | Tony Sheridan | 3:19     |  |
| 2.     | «Why» (Sheridan)                                               | Tony Sheridan | 2:55     |  |